# Pidonia sichuanica
Pidonia sichuanica là một loài bọ cánh cứng trong họ Cerambycidae.